# Bo Stief

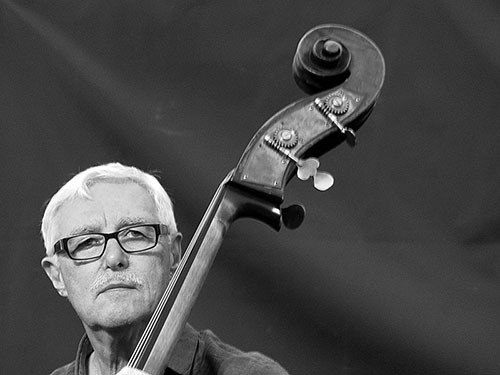
Bo Stief

Bo Stief (Kopenhagen, 15 oktober 1946) is een Deense bassist en componist in de jazz.
Stief speelde in de jazzclub Jazzhus Montmartre, waar hij onder meer Roland Kirk, Ben Webster, Stuff Smith, Dexter Gordon, Roy Eldridge en Kenny Drew begeleidde. Vanaf 1965 was hij lid van het kwintet van Palle Mikkelborg en Alex Riel en in 1965 ging hij op tournee met Don Cherry, Gato Barbieri en Karl Berger. Later werkte hij met Stan Getz, Dizzy Gillespie, Johnny Griffin, Jackie McLean, Terje Rypdal, Jan Garbarek, George Russell en Ernie Watts. Verder toerde hij met Peter Herbolzheimers groep Rhythm Combination & Brass, alsook met Joachim Kühn en Zbigniew Seifert. Hij speelde mee op het album Aura van Miles Davis. Sinds 1980 leidt hij een kwintet en groepen als Chasing Dreams, Dream Machine en, meer recent, One Song III met de accordeonist Lelo Niko en pianist Paulo Rosso.
In 2005 kreeg hij de Deense jazzprijs Django d'Or.

## Discografie (selectie)
- Trio Music (met Lennart Gruvstedt en Niels Thybo), Stunt Records, 2002
- First Time (met One Song III), Stunt, 2003
- 50 Ways to Leave Your Lover (met Bobo Moreno en Ole Kock Hansen), Stunt, 2010

- Bibsys: 7025709
- Bibliothèque nationale de France: cb139340581 (data)
- Gemeinsame Normdatei: 134531221
- International Standard Name Identifier: 0000 0001 1472 8455
- Library of Congress Control Number: n91110693
- MusicBrainz: 370ad959-4a8f-4aed-b836-1c90e81daeb4
- Nationale Bibliotheek van Israël: 987007320257105171
- Virtual International Authority File: 54335986
- WorldCat: E39PBJhMpdvrVhTP7MbVftkqwC